# Etnotronika
Etnotronika je projekt Aleksandra Arsova v katerem so zbrane moderne predelave slovenskih narodnih pesmi. Aleksander Arsov je glasbenik in producent, avtor aranžmajev ter glavni izvajalec na zgoščenki.
CD je žanrsko raznolik, saj so na njem pesmi, ki segajo od drum 'n' basea, elektra, trancea pa vse do rapa in downtempa. Etnotronika je izšla ob koncu meseca januarja 2010.
Na Etnotroniki gostuje 12 slovenskih pevcev in pevk: Lara Baruca, Nataša Jemec, Uršula Ramoveš, Aleš Hadalin, Omar Naber, Katja Šulc, operna pevka Janja Hvala, Mateja Blaznik, Marko Preželj, Boštjan Gorenc – Pižama, Anita Kay Kovačevič ter Neža Buh – Neisha. Dodan je remix Staneta Špegla – HouseMousea, ki je tudi oblikovalec celostne podobe zgoščenke.

## Seznam pesmi
1. Dajte, Dajte - Lara Baruca (spremljevalni vokal: Marko Preželj)
2. Na oknu deva je slonela - Nataša Jemec
3. Polje kdo bo tebe ljubil - Aleš Hadalin (spremljevalni vokal: Janja Hvala)
4. Lani se možila sem - Uršula Ramoveš (spremljevalni vokal: J. Šalej, M. Banko)
5. Lan sem ji kupil - Marko Preželj (spremljevalni vokal: Tadeja Zupan Arsov)
6. Gmau čez Izaro - Anita Kay /Kovačević
7. Dekle je po vodo šlo - Katja Šulc (spremljevalni vokal: Janja Hvala)
8. Kaj ti je deklica - Neža Buh - Neisha
9. Je pa davi slan'ca pala - Mateja Blaznik (spremljevalni vokal: Aleš Hadalin)
10. Plenicke je prala - Janja Hvala (spremljevalni vokal: Joži Šalej, Metod Banko)
11. Nocoj pa, oh, nocoj - Boštjan Gorenc - Pižama & Janja Hvala
12. Glej, glej kak mimo gre - Omar Naber (spremljevalni vokal: Nataša Jemec)
13. Dajte, dajte - Lara Baruca / Housemouse remiks

## Drugi sodelavci
- Blaž Trček - igra saksofon na »Glej, glej kak mimo gre«
- Alma Zupan - igra violino na »Lani se možila sem« ter »Gmau čez Izaro«
- Tinca Rakovič - igra flavto na »Dajte Dajte«